# Riria
Riria Baba (馬場 梨里杏, Baba Riria), conhecida profissionalmente como Riria (梨里杏) e Riria Kojima (小島 梨里杏, Kojima Riria), é uma atriz japonesa que é afiliada com a LesPros Entertainment. Ela é mais conhecida por seu papel como Mio (ToQ 3gou) na série Super Sentai de 2014, Ressha Sentai ToQger.

## Carreira
Ela era afiliada da Kirin Pro e iniciou sua carreira em 2001. Em 2007, ela se mudou para a LesPros Entertainment. Em 2008, ela mudou seu nome para "Riria". Em 2011, ganhou o prêmio Playboy Grand Prix no terceiro prêmio Gravure Japan. Em 2014, ela apareceu em duas séries de tokusatsu; Ressha Sentai ToQger e Zero: Black Blood. Em 17 de junho de 2015, ela mudou seu nome para "Riria Kojima".

## Filmografia

### Filmes
- Sabi Otoko Sabi Onna – "Boy? meets girl." (2011)
- Zyuden Sentai Kyoryuger vs. Go-Busters: The Great Dinosaur Battle! Farewell Our Eternal Friends (2014) – ToQ 3gou (voice)
- Zero: Black Blood (2014) – Yuna
- Heisei Rider vs. Shōwa Rider: Kamen Rider Taisen feat. Super Sentai (2014) – Mio
- Ressha Sentai ToQger the Movie: Galaxy Line S.O.S. (2014) – Mio
- Ressha Sentai ToQger vs. Kyoryuger: The Movie (2015) – Mio
- Senpai to Kanojo (2015) – Aoi Okita
- Shuriken Sentai Ninninger vs. ToQger the Movie: Ninja in Wonderland (2016) – Mio
- Wolf Girl and Black Prince (2016) – Namie Yūki
- The Werewolf Game: Prison Break (2016) – Akari Inui
- Ankoku Joshi (2017) - Akane Kominami
- Aru Machi no Takai Entotsu (2019) – Chiho Kaya
- Okaeri, Kāko (2019) – Shiori Tonomura

### Dramas televisivos
- Kinyō Entertainment: True Stories – Uso o Tsuita Otoko (Fuji TV, 2002)
- Getsuyō Mystery Gekijō: Nishimura Kyōtarō Suspense – Tantei Samonji Susumu 9 "16-nenme no Hōmonsha" (TBS, 2004) - Keiko Arimori (young)
- Kayō Suspense Gekijō: Keishichō Kanshikihan 17 (NTV, 2004) – Keiko Nanjō (young)
- Medaka episódio 1 (Fuji TV, 2004) – Tae Kawashima (jovem)
- Division 1: Stage 15 – Odaiba Bōken Ō SP Kareshi Sensei!! último episódio (Fuji TV, 2005)
- Kamen Rider Kabuto episódio 20 (TV Asahi, 2006) – Hiroko
- Sensei wa Erai! (NTV, 2008) – estudante do 2-B
- Bloody Monday (TBS, 2008)
- Koishite Akuma ~Vampire Boy~ (KTV, 2009) – Yuri Meguro
- Tensou Sentai Goseiger episódio 20 (TV Asahi, 2010) – Mizuki Takasaki
- Shin Keishichō Sōsaikka 9-gakari Season 2 episódio 11 (TV Asahi, 2010) – High school girl
- Ohisama episódio 7 (NHK, 2011)
- Akko to Bokura ga Ikita Natsu (NHK General TV, 2012) – Natsumi Hara
- Idol Toshi Densetsu – Akai Heya (Pigoo HD, 2012) – Mana Sakurada
- Sansū Keiji Zero episódio 10 (NHK Educational TV, 2013)
- Ressha Sentai ToQger (TV Asahi, 2014) – Mio
- Ressha Sentai ToQger vs. Kamen Rider Gaim: Spring Break Combined Special (TV Asahi, 2014) – Mio
- Omotesandō Kōkō Gasshōbu! (TBS, 2015) – Fūka Takeuchi
- Seishun Tantei Haruya ~Otona no Aku o Yurusanai!~ episódio 2 (YTV, 2015) – Chiaki Hironuma
- Kozure Shinbee (NHK BS Premium, 2015) - Obun
- Rinshō Hanzai Gakusha Himura Hideo no Suiri episódio 5 (NTV, 2016) - Yura
- Kozure Shinbee 2 (NHK BS Premium, 2016) - Obun
- Garo: Makai Retsuden episódio 5 (TV Tokyo, 2016) – Yuna
- Asa ga Kuru (Fuji TV, 2016) - Akane Katakura
- The Last Cop episódio 5 (NTV, 2016) - Mika Takiguchi
- 3-nin no Papa episódios 7-10 (TBS, 2017) - Asami Tsuboi
- Mito Kōmon episódio 2 (BS-TBS, 2017) - Aya

### Webdramas
- Oyaji no Shigoto wa Ura Kagyō (BeeTV, 2012) – Chika Matsuda
- All Esper Dayo! ~Yokubō Darake no Love Wars~ (dTV, 2015) – Asuka Hoshino
- Otona Kōkō Spin-Off ~Enjō no Cherry Christmas~ (AbemaTV, 2017) - Ayano Tsubaki

### Clipes musicais
- Funky Monkey Babys – Ato Hitotsu (2010)
- Dohzi-T – LOVE TRAP feat. Thelma Aoyama (2011)
- Crystal Kay - Sakura (2016)
- Leo - Kimi (2016)

### Peças teatrais
- XYX (2008) – Miki
- Re-miniscence (2010) – Lily
- Letter (2011)
- Sorairo Drop (2012) – Manami Ozaki
- Rutsubo (2012) – Susanna Walcott
- Rakka Girl (2013) – Ai Futenma
- Welcome Home (2013)
- Joshi-kō (2013) – Takako
- Ressha Sentai ToQger Show: Ore ga Ressha ni Naru! Hyper ToQ 1gou Shuppatsu Shinkō!! (2014) – Mio
- Ressha Sentai ToQger Show: Saishū Ressha ga Yattekuru! Kagayake Rainbow Line!! (2015) – Mio
- Eliza ~Shinkai ni Hisomu Hatsukoi~ (2016) - Eliza
- Soko no Koto (2018) - Tabi
- Hatsukoi 2018 (2018) - Sayuri Yūki
- Hibi no Bara (2019) - Kotobuki Satake

## Publicações

### Lançamentos de DVDs
- Riria to Date (2005)
- I AM RiRia (2012)
- Hatachi. (2014)
- Ressha Sentai ToQger Returns: Super ToQ 7gou of Dreams (2015) – Mio

### Lançamentos de CDs
- Ressha Sentai ToQger Character Songs: Rainbow Line (2014) - "Yellow heart"
- Ressha Sentai ToQger Zenkyokushū: Rainbow Rush (2014) - "Yellow heart"

### Álbuns fotográficos
- Lily White (2005)
- Hantōmei (2019)